# زنبق سیبری
زنبق سیبری (نام علمی: Iris sibirica) نام یک گونه از سرده زنبق است.

## نگارخانه

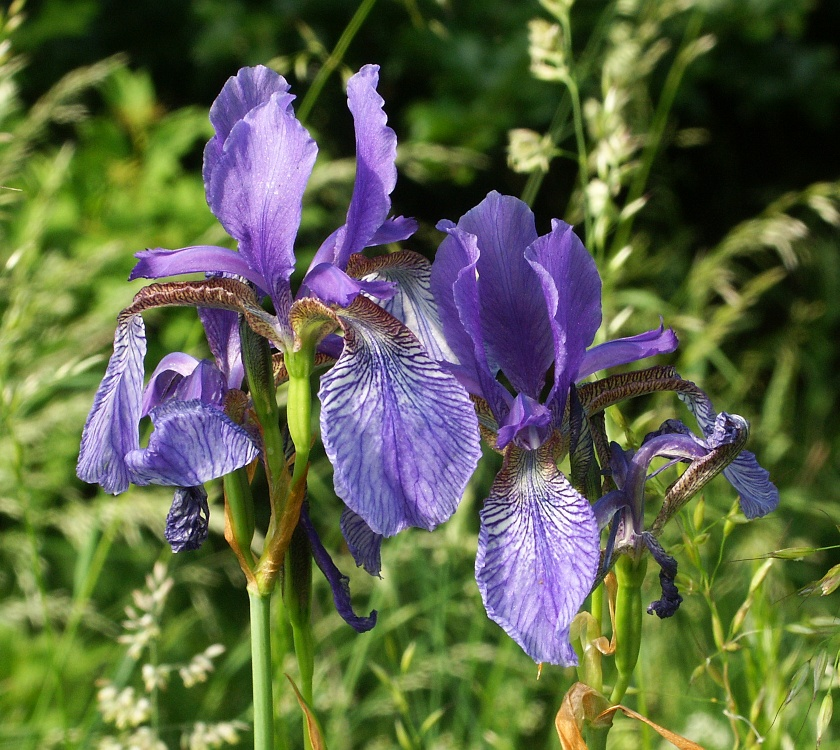
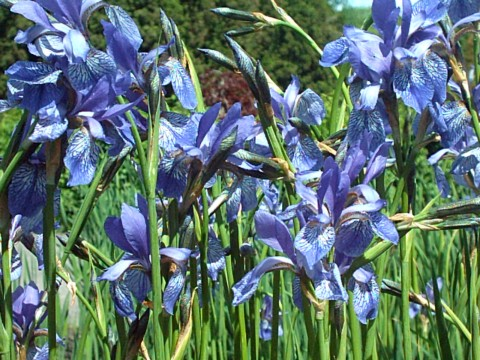
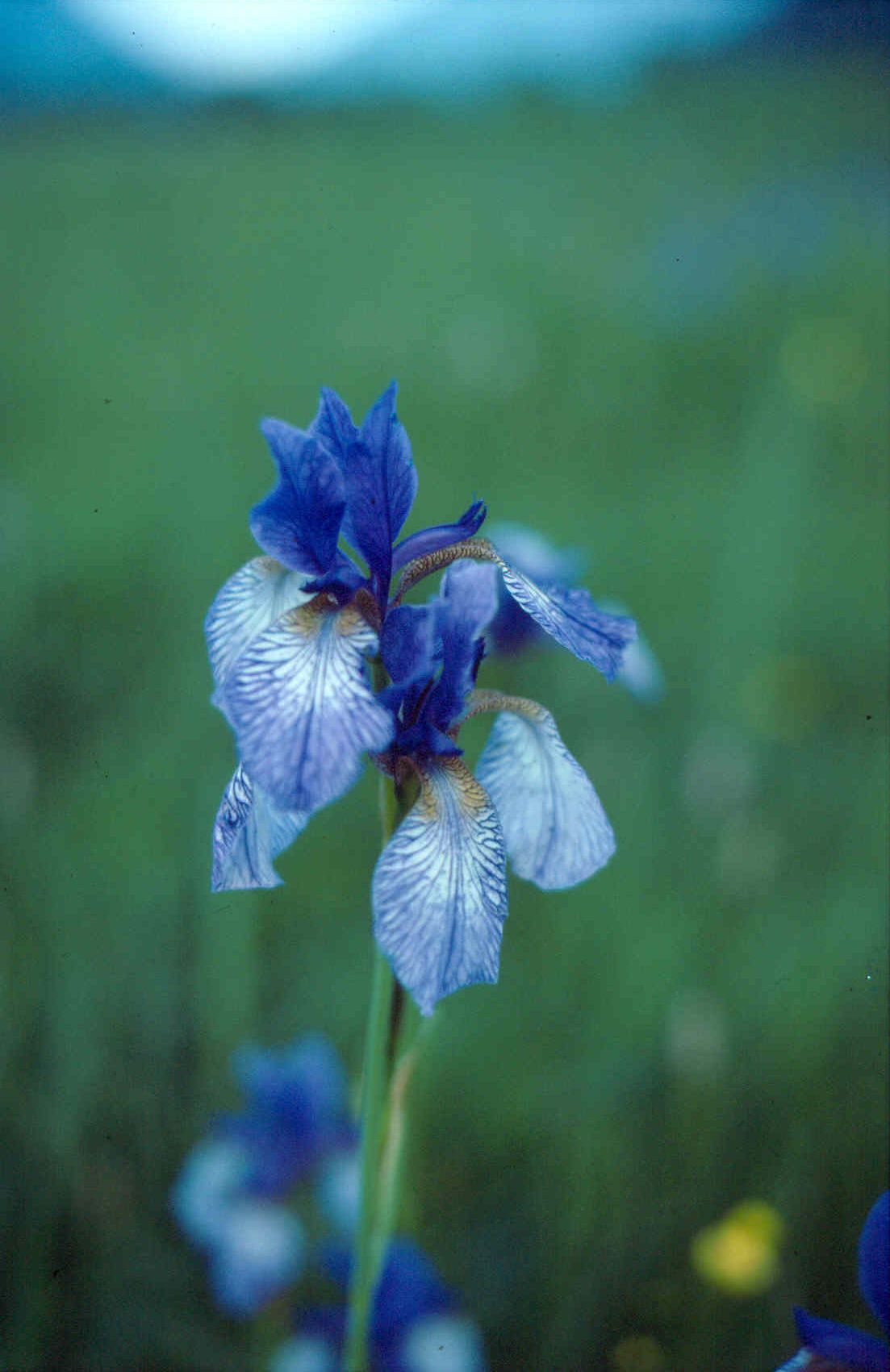
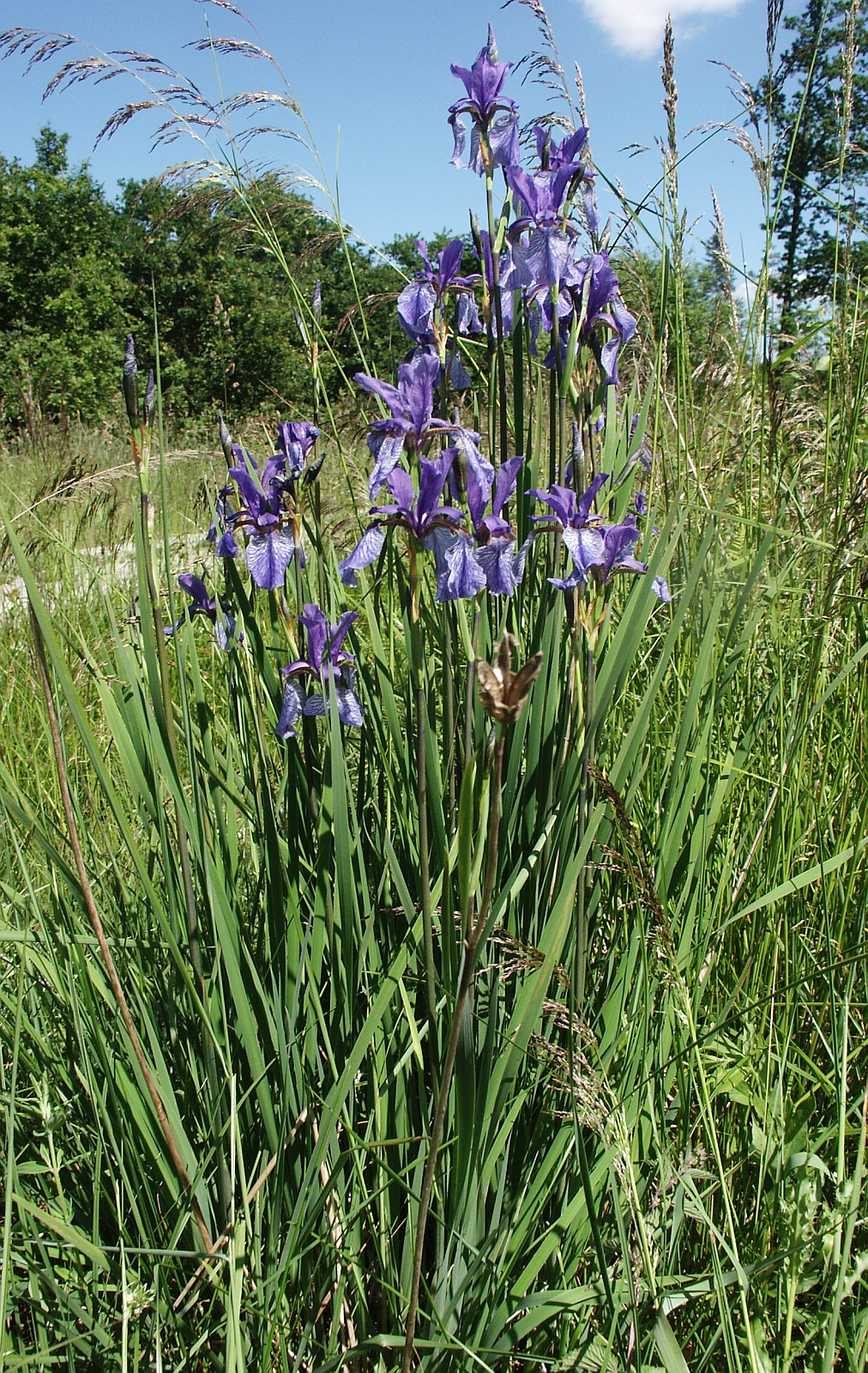